# Die Musik in Geschichte und Gegenwart
Die Musik in Geschichte und Gegenwart (MGG ; La Musique dans l'histoire et le présent) est la plus vaste et complète encyclopédie de la musique de langue allemande, et une des références de la musique occidentale. Seul le New Grove Dictionary of Music and Musicians lui est comparable par la taille et les objectifs. L'encyclopédie est publiée par Bärenreiter et Metzler (de).
La première édition (1949–1968, suppl. 1973–1986) comprenait 17 volumes, dont deux volumes de suppléments, et un index. 
L'actuelle seconde édition (1994–2007, suppl. 2008) comprend une encyclopédie par thèmes (Sachteil) en 10 volumes  (dont un index) et une encyclopédie biographique (Personenteil) en 17 volumes et un index. Les 25 000 pages de l'ouvrage contiennent 20 000 articles rédigés par 3 500 spécialistes issus de 55 pays et illustrés par 4 000 portraits, exemples musicaux, photos d'instruments et schémas. Un volume supplémentaire, concernant à la fois les thèmes et les personnes, a été publié en mai 2008. Une version sur CD-ROM de la seconde édition est aussi disponible dans certaines bibliothèques.
Il existe une version en ligne de cette encyclopédie.

## Contenu de la1reédition
| Volume | Entrées                                | Année |
| ------ | -------------------------------------- | ----- |
| 1.     | Aachen – Blumner                       | 1949  |
| 2.     | Boccherini – Da Ponte                  | 1952  |
| 3.     | Daquin – Fechner                       | 1954  |
| 4.     | Fede – Gesangspädagogik                | 1955  |
| 5.     | Gesellschaften – Hayne                 | 1956  |
| 6.     | Head – Jenny                           | 1957  |
| 7.     | Jensen – Kyrie                         | 1958  |
| 8.     | Laaf – Meytus                          | 1960  |
| 9.     | Mel – Onslow                           | 1961  |
| 10.    | Oper – Rappresentazione                | 1962  |
| 11.    | Rasch – Schnyder von Wartensee         | 1963  |
| 12.    | Schoberlechner – Symphonische Dichtung | 1965  |
| 13.    | Syrinx – Volkstanz                     | 1966  |
| 14.    | Vollerthun – Zyganow                   | 1968  |
| 15.    | Suppl. 1: Aachen – Dyson               | 1973  |
| 16.    | Suppl. 2: Eardsen – Zweibrücken        | 1976  |
| 17.    | Index                                  | 1986  |

## Contenu de la2eédition
| Volume | Entrées                     | Année     |
| ------ | --------------------------- | --------- |
| A      | Sachteil (Thèmes)           | 1994–1999 |
| 1.     | Aachen – Bogen              | 1994      |
| 2.     | Bolero – Encyclopedie       | 1995      |
| 3.     | Engelberg – Hamburg         | 1995      |
| 4.     | Hanau – Kartäuser           | 1996      |
| 5.     | Kassel – Meiningen          | 1996      |
| 6.     | Meißen – Musique concrete   | 1997      |
| 7.     | Myanmar – Quellen           | 1997      |
| 8.     | Querflöte – Suite           | 1998      |
| 9.     | Sydney – Zypern             | 1998      |
| 10.    | Index                       | 1999      |
| B      | Personenteil (Biographies)  | 1999–2007 |
| 1.     | Aagard – Baez               | 1999      |
| 2.     | Bagatti – Bizet             | 1999      |
| 3.     | Bjelinski – Calzabigi       | 2000      |
| 4.     | Camarella – Couture         | 2000      |
| 5.     | Covell – Dzurov             | 2001      |
| 6.     | Eames – Franco              | 2001      |
| 7.     | Franco – Gretry             | 2002      |
| 8.     | Gribenski – Hilverding      | 2002      |
| 9.     | Himmel – Kelz               | 2003      |
| 10.    | Kemp – Lert                 | 2003      |
| 11.    | Lesage – Menuhin            | 2004      |
| 12.    | Mercadante – Paix           | 2004      |
| 13.    | Paladilhe – Ribera          | 2005      |
| 14.    | Riccati – Schönstein        | 2005      |
| 15.    | Schoof – Stranz             | 2006      |
| 16.    | Strata – Villoteau          | 2006      |
| 17.    | Vina – Zykan                | 2007      |
|        | Index                       | 2007      |
|        | Supplément aux deux parties | 2008      |